# Алфа јединка
Друштвене животиње имају алфа мужјака и/или алфа женку којима су остале јединке подређене. Када постоје и алфа мужјак и алфа женка, онда је то алфа пар.
Шимпанзе показују подређеност алфи у заједници, ритуалним гестима као што је поклањање, пуштање алфе да први пролази или склањање у страну када алфа изазива. Каниди, такође показују подређеност алфа пару у чопору, дозвољавајући им да први једу и они су једини пар који се пари (или барем успјешно изведу младе до зрелости).
Алфа статус се најчешће добија физичком супериорношћу.